# Karl Blank (Architekt)
Karl Iwanowitsch Blank (russisch Карл Иванович Бланк; * 1728 in St. Petersburg; † 24. Januarjul. / 4. Februar 1793greg. in Moskau) war ein russischer Architekt des Barocks französisch-deutscher Abstammung.

## Leben
Blank stammte aus einer französischen Hugenottenfamilie, die nach Deutschland geflüchtet war. Blanks Großvater Jakob Blank kam nach St. Petersburg und arbeitete als Schmied in einem der Olonezki-Hüttenwerke Peters I. Blanks Vater Johann Friedrich Blank begann als Übersetzer für angeworbene deutsche Architekten und wurde selbst Architekt, der im Zusammenhang mit der Hinrichtung Pjotr Michailowitsch Jeropkins mit seiner Familie nach Sibirien verbannt wurde. In Tobolsk lernte Karl Blank den gleichaltrigen Alexander Filippowitsch Kokorinow kennen, der Schüler Johann Friedrich Blanks wurde und mit der Familie Blank nach der Aufhebung der Verbannung nach dem Regierungsantritt Elisabeths nach Moskau reiste.
Bald nach der Rückkehr starb der Vater, so dass Karl Blank und Alexander Filippowitsch Kokorinow die vom Vater übernommenen Bauarbeiten für Iwan Kusmitsch Korobow und P. Obuchow fortführten. 1749 legte Blank die Architektengesellenprüfung bei Bartolomeo Francesco Rastrelli ab und wurde als Assistent zu Alexei Petrowitsch Jewlaschew geschickt. Auf Rastrellis Initiative erarbeitete Blank sein erstes Projekt für den Bau der Auferstehungskirche im Kloster Neu-Jerusalem, das aber nicht verwirklicht wurde. Erst 1756–1759 leitete Blank persönlich den Umbau des Klosters Neu-Jerusalem. Diese frühen Arbeiten Blanks wie auch die für das Schloss Annenhof in Lefortowo sind nicht erhalten.
Ein großer Erfolg für Blank war die Ausstattung der Stadt Moskau für die Krönung Katharinas II. 1762. In Moskau lebte Blank auf den Besitzungen des Grafen Iwan Illarionowitsch Woronzow (Bruder Michael Illarionowitsch Woronzows) an der Uliza Roschdestwenka, und als dessen Hausarchitekt baute er für ihn zwei Kirchen. In Moskau baute Blank vier weitere Kirchen, von denen zwei in den 1930er Jahren abgerissen wurden.
Blanks bedeutendstes Projekt war der Bau des Moskauer Waisenhauses 1764–1781 für 8000 Waisenkinder, das den Übergang vom Barock zum Klassizismus markiert. Dazu wurde er von der Großbauverwaltung zu Projekten für das Moskauer Katharinaschloss und den Senatspalast im Moskauer Kreml eingeladen. Allerdings wurde ihm nach Beginn der Planungsarbeiten für den Senatspalast der Auftrag entzogen und das Projekt dem Architekten Matwei Fjodorowitsch Kasakow übertragen.
Blank erhielt weiter Privataufträge. Insbesondere beriet er Pjotr Borissowitsch Scheremetew beim Bau des Schlosses Kuskowo und baute dort die Orangerie, die Eremitage und das Holländische Haus.
Blank war verheiratete mit Marija Petrowna Bunina, deren Schwester die Dichterin Anna Petrowna Bunina war. Blank hinterließ fünf Kinder. Pjotr (1758–1811) wurde Kollegienrat (6. Rangklasse) und Großvater des Geographen Pjotr Petrowitsch Semjonow-Tjan-Schanski. Sofja (1760–1810) heiratete Samjatnin. Jekaterina (1763–1815) heiratete Bassargin und wurde Mutter des Dekabristen Nikolai Wassiljewitsch Bassargin. Boris (1769–1826) wurde Dichter und Dramatiker. Der jüngste Sohn Pawel wurde 1771 geboren.

## Werke

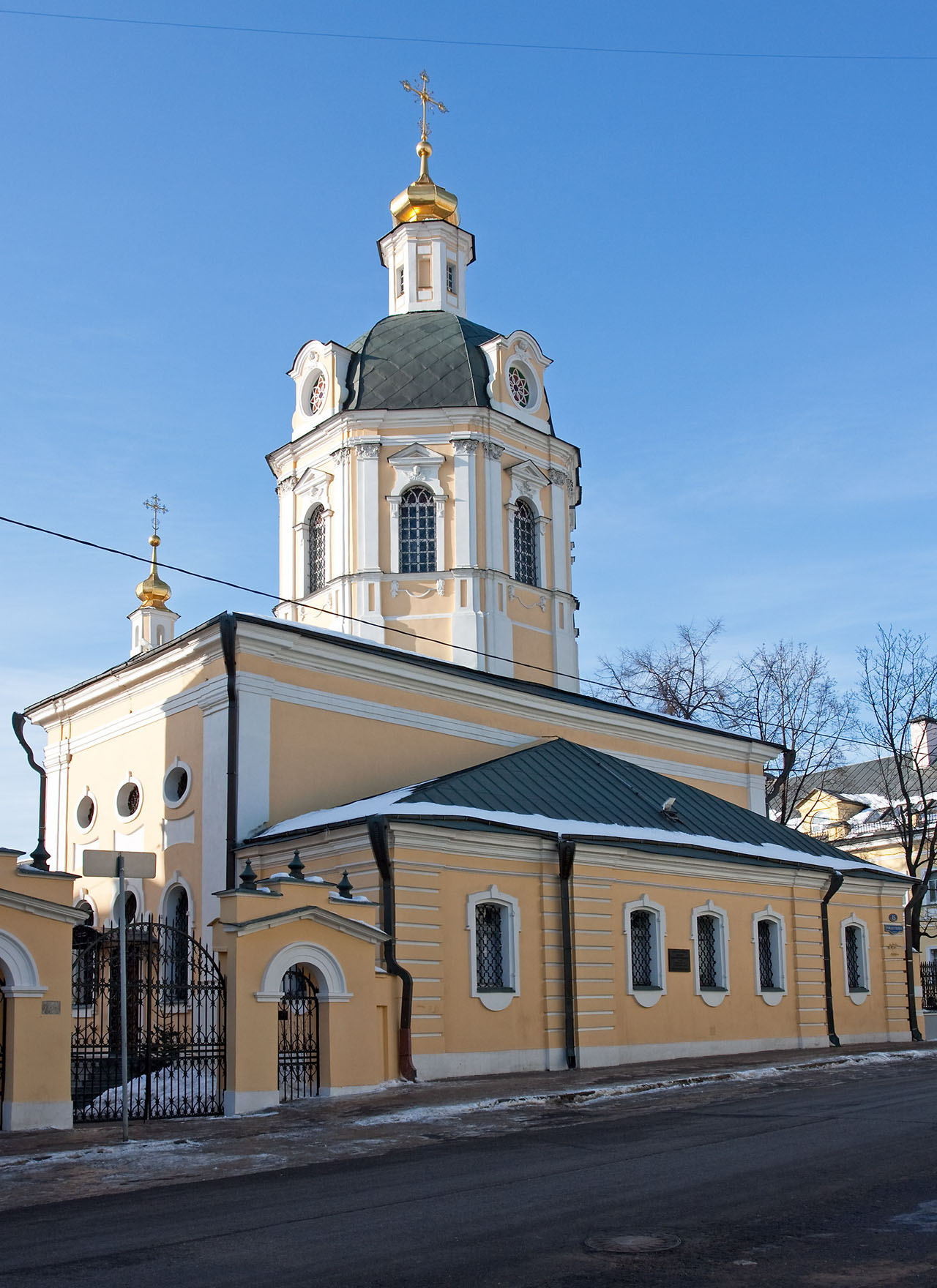
Kirche des Wundertäters Nikolai (1760–1781), Uliza Roschdestwenka, Moskau
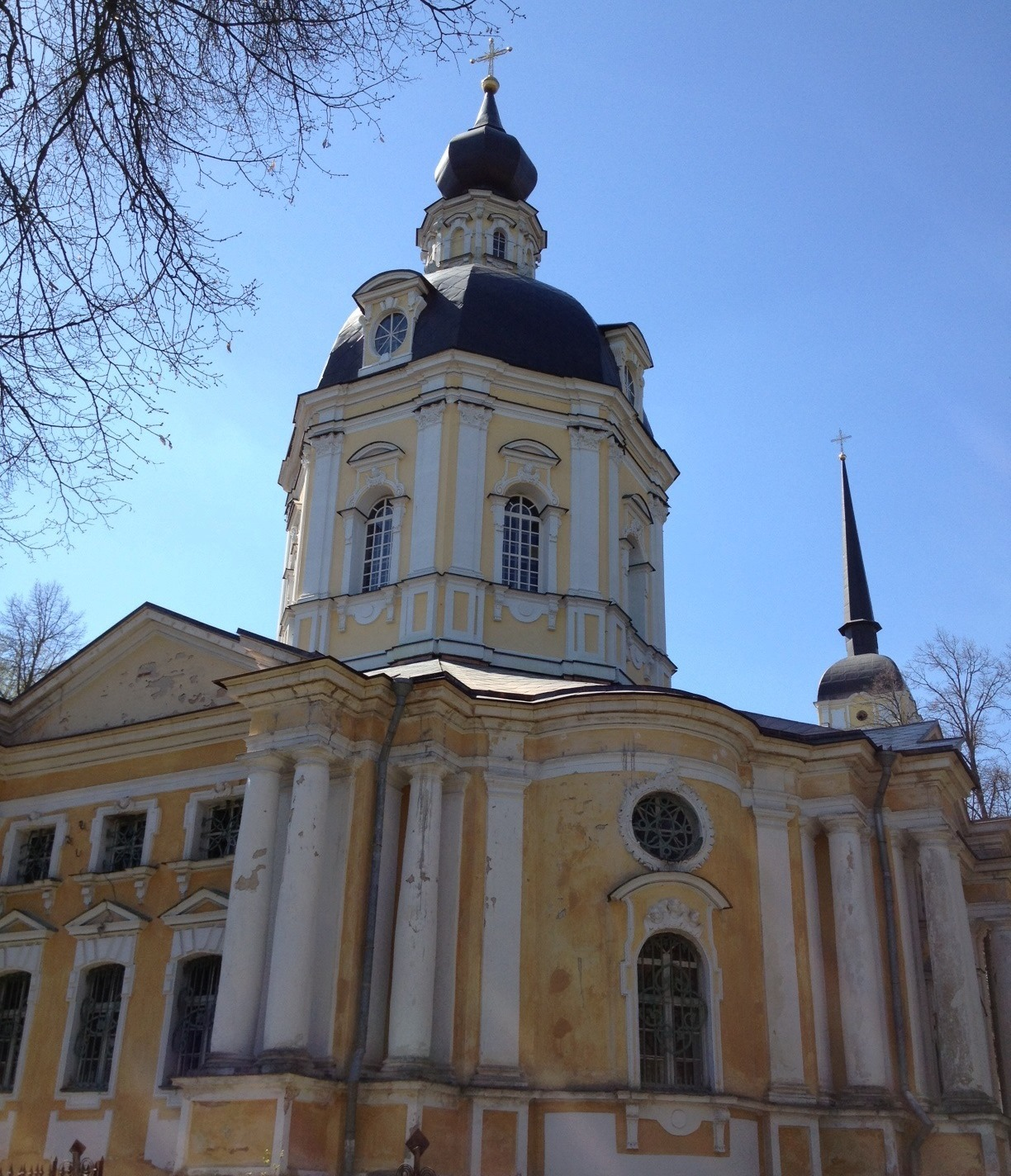
Kirche des Abgar-Bildes (1763), Woronzow-Landsitz Woronowo bei Moskau
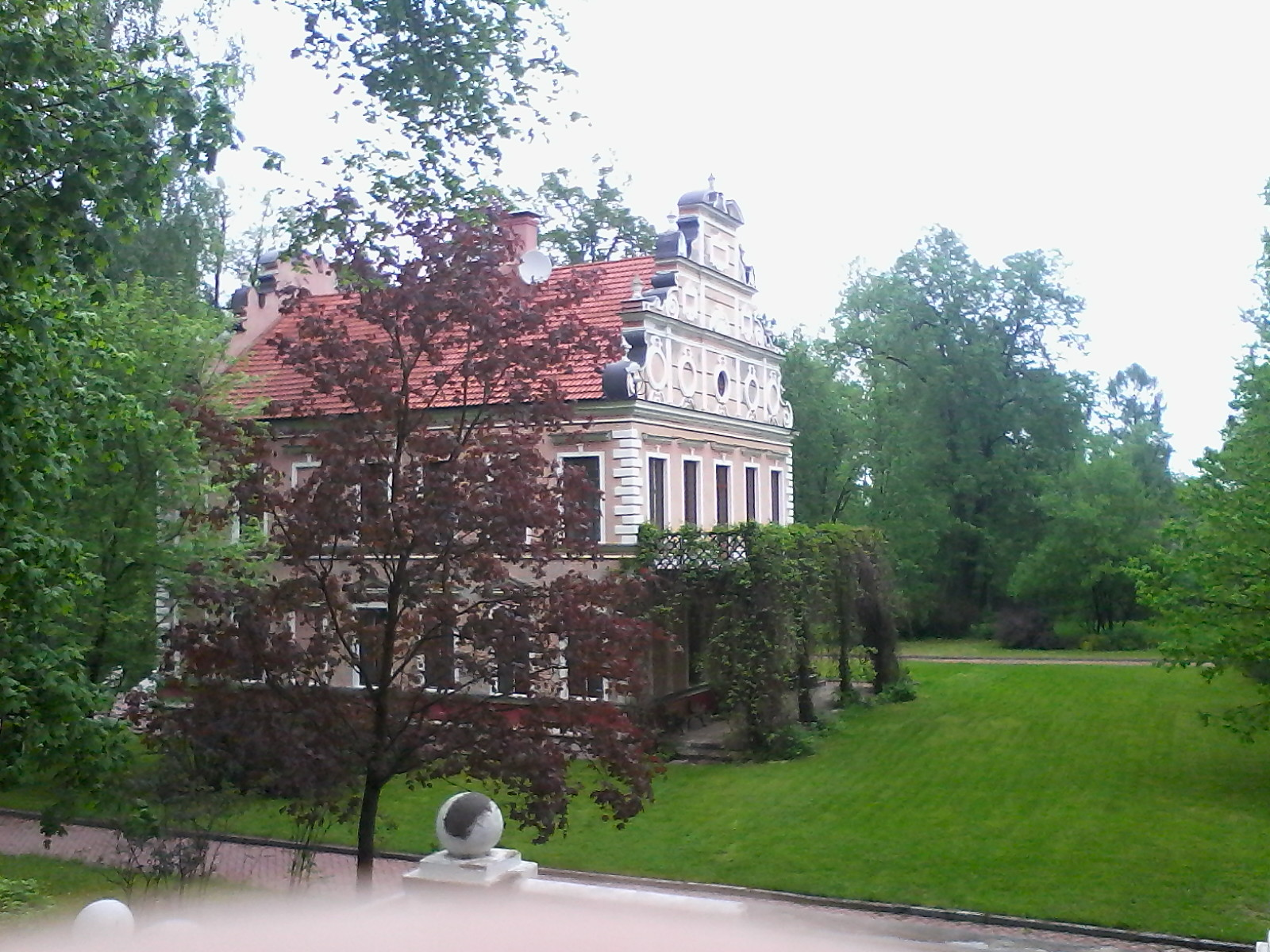
Holländisches Haus, Woronowo
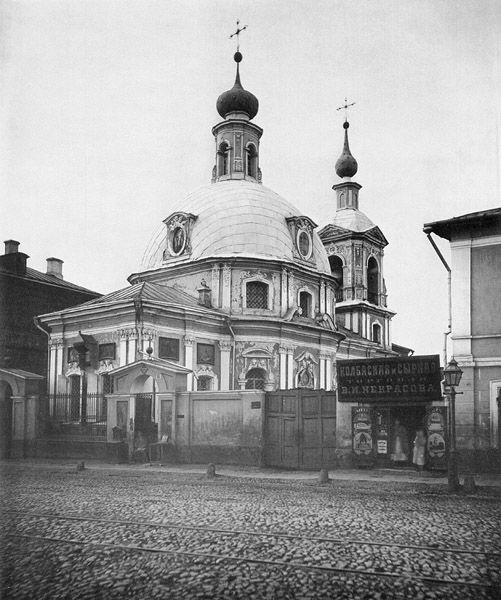
Kirche der Hll. Kyros und Johannes (1764–1768, abgebrochen 1933), Soljanka-Straße. Moskau
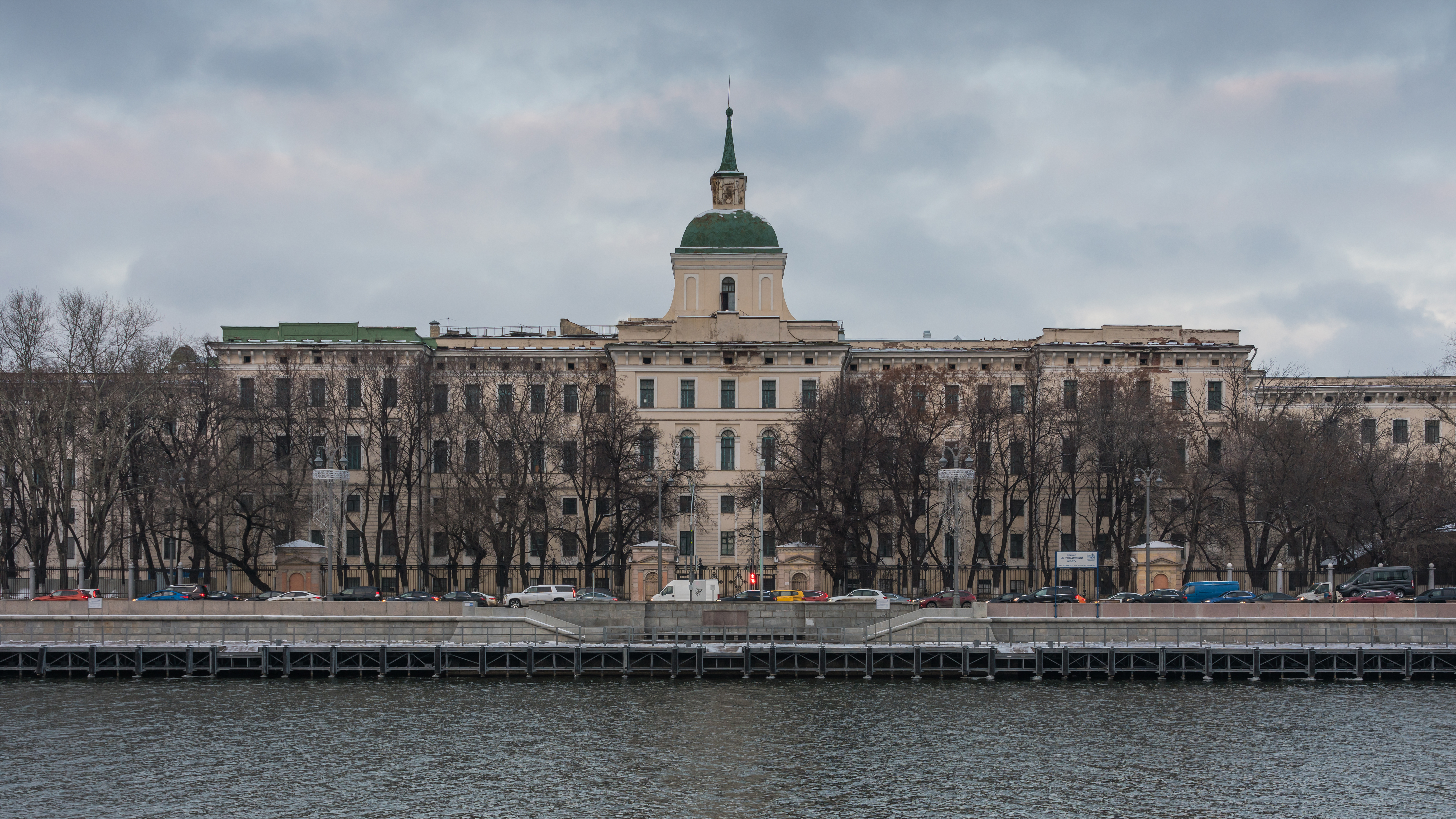
Moskauer Waisenhaus (1764–1781)
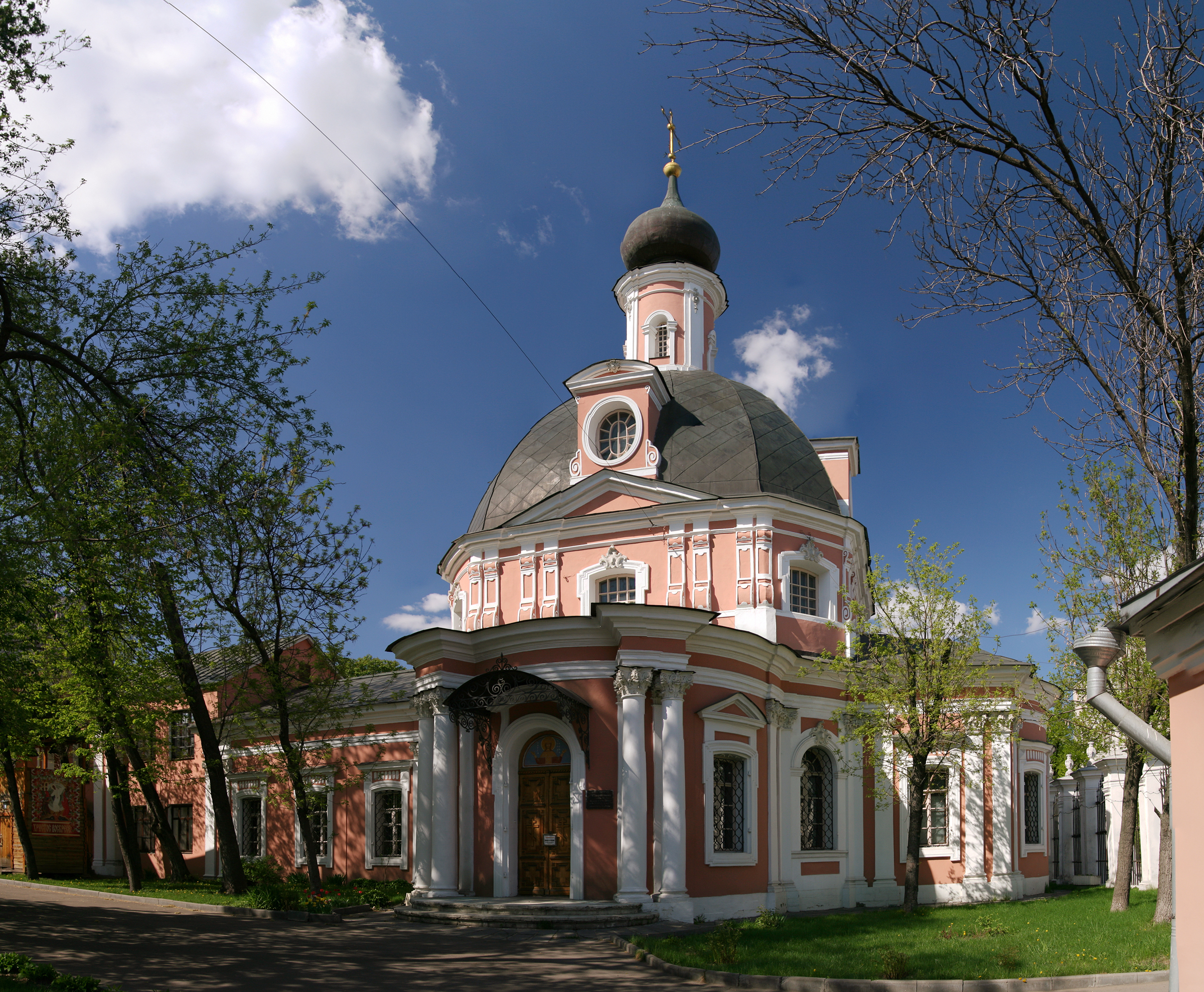
Katharinenkirche (1766–1775), Uliza Bolschaja Ordynka, Moskau
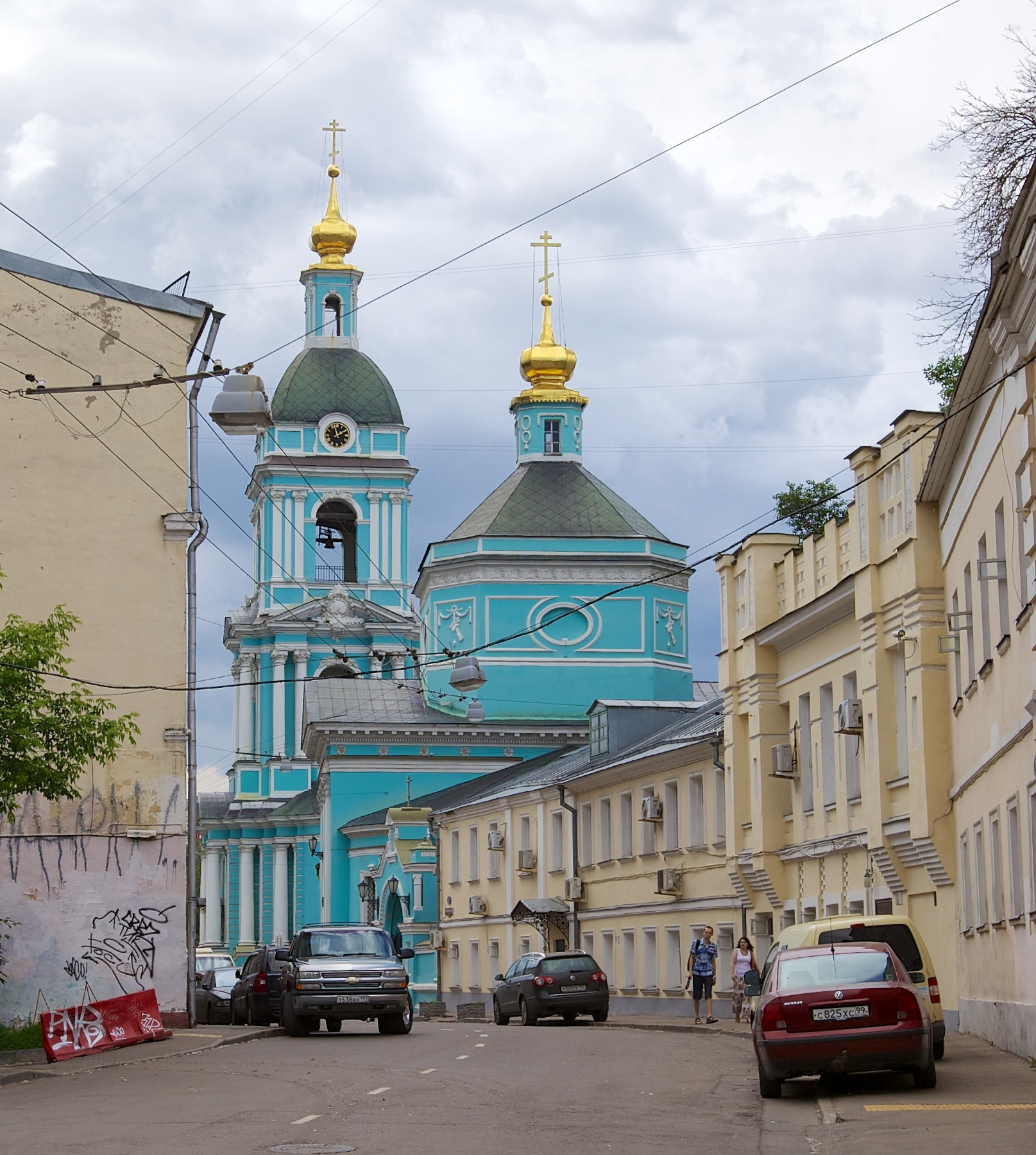
Dreifaltigkeitskirche (1781), Serebrjanitscheski Pereulok, Moskau
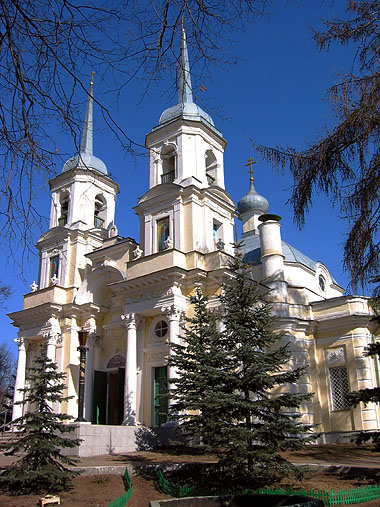
Dreifaltigkeitskirche, Golizyn-Landsitz Troizkoje Kainardschi bei Balaschicha
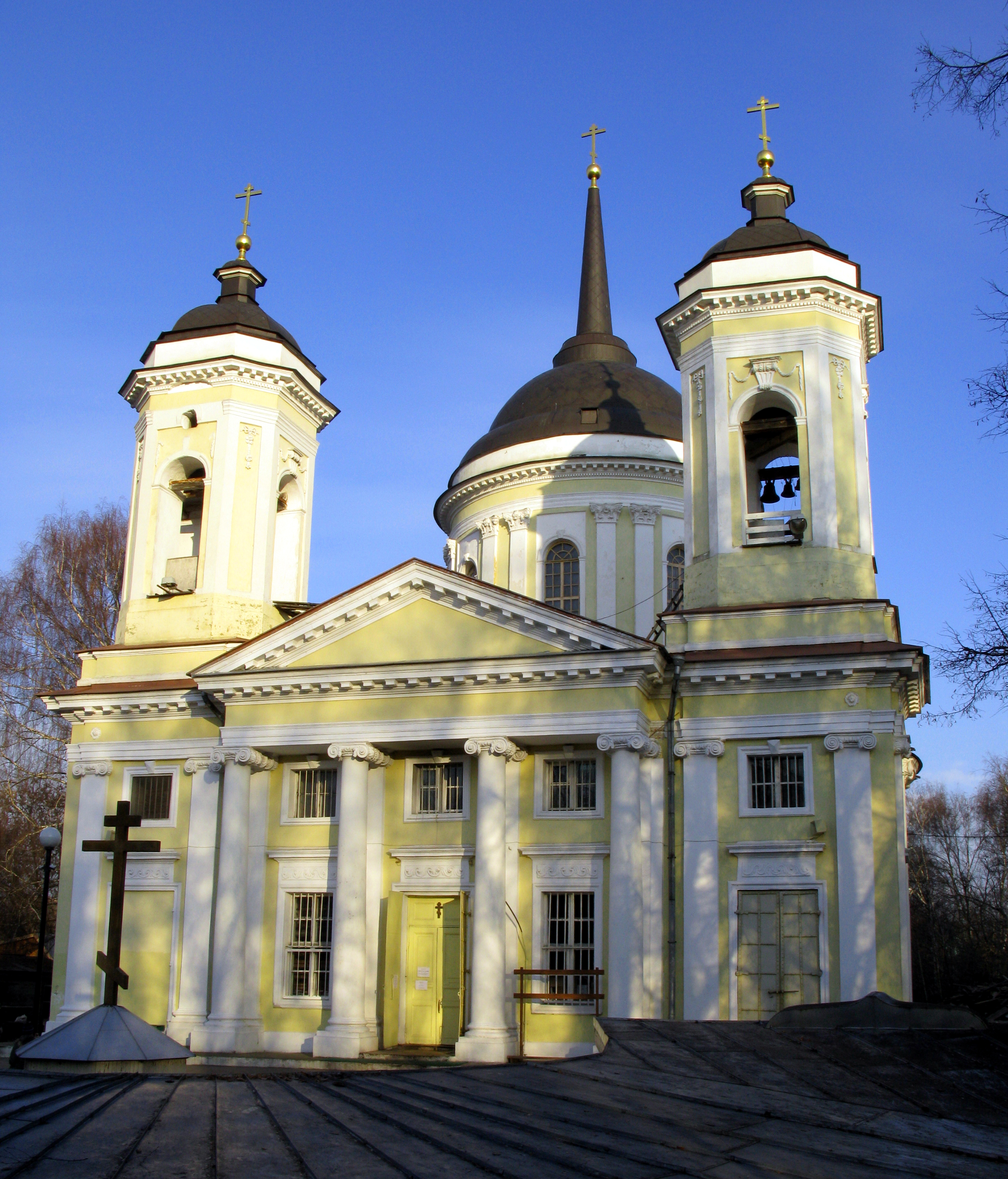
Verklärung-Christi-Kirche (1777–1783 zusammen mit Wassili Iwanowitsch Baschenow), Balaschicha